# Käthe Stricker
Catharine Stricker, gen. Käthe Stricker, (* 22. November 1878 in Vegesack; † 23. November 1979 in Bremen) war eine deutsche Pädagogin, Frauenrechtlerin und Literaturhistorikerin.

## Biografie

### Familie, Ausbildung und Beruf
Stricker war die jüngste von drei Töchtern des Vegesacker Kapitäns Lüder Stricker (1823–1882). Der Vater starb, als sie vier Jahre alt war und die Mutter Betty Stricker geb. Hohorst (1839–1919) zog mit ihren Töchtern nach Hannover.

Sie starb unverheiratet und wurde auf dem Vegesacker Friedhof beigesetzt, wo der Familiengrabstein erhalten ist.
Stricker besuchte von 1885 bis 1894 die Höhere Töchterschule und von 1894 bis 1897 ein Lehrerinnenseminar und schloss dieses mit der Lehrbefähigung für mittlere und höhere Mädchenschulen ab. Danach war sie Haustochter in Minden in einer Pastorenfamilie. Von 1898 bis 1900 unterrichtete sie an Privatschulen in London und dann bis 1904 in Verden (Aller).
 
Sie studierte von 1904 bis 1907 Englisch, Geschichte und Philosophie sowie später Deutsch an der Universität Göttingen. Sie gilt als einer der ersten Akademikerinnen, die in Deutschland unter Schwierigkeiten ein solches Studium aufnehmen durfte. 1907 schloss sie diese Ausbildung mit dem Oberlehrerexamen ab und war dann Lehrerin in Hannover. 1908 wurde sie an der Höheren Mädchenschule bzw. dem Lyzeum von Anna Vietor in Bremen angestellt und unterrichtete u. a. in Geschichte, Mathematik und Physik. Sie musste wegen ihrer Schwerhörigkeit den Unterricht 1920 zunächst reduzieren und 1923 den Schuldienst beenden.

### Frauenbewegung
Stricker war einer der konservativen Pionierinnen der Bremer Frauenbewegung, die auch in der frauenrelevanter Forschung tätig war. 1909 initiierten sie und Helene Stöcker eine Initiative gegenüber dem Bremer Senat zur Notwendigkeit des Schutzes vor allem lediger Mütter im Bund für Mutterschutz. Ab 1912 war sie Mitglied in der Historischen Gesellschaft Bremen und sie war die erste Frau die hier einen Vortrag halten durfte. Sie gehörte dem Deutschen Verband für Frauenstimmrecht an und war 1912 Delegierte auf der Berliner Generalversammlung. 1914 trat sie dem neu gegründeten Deutschen Frauenstimmrechtsbundes bei, der entschiedener für das gleiche Wahlrecht für Frauen eintrat.

### Politik
Um 1919 wurde sie Mitglied der konservativen Deutschnationale Volkspartei (DNVP). Ihr Engagement in der Partei galt vorwiegend den Frauenrechten. Sie vertrat 1920 die Bremer Ortsgruppe auf der Tagung des Reichsfrauenausschusses in Berlin und im Herbst 1920 auf der deutschnationalen Frauentagung in Frankfurt am Main. Ihre politische Orientierung führte zu Verbindungen zu dem Bremer Historiker Dietrich Schäfer, dem Staatssekretär und DNVP-Vorsitzenden Karl Helfferich und dem Politiker Alfred Hugenberg.

### Autorin, Referentin und Literaturhistorikerin
Stricker bearbeitete verschiedene wissenschaftliche aber auch politische Themen zur Geschichte, zur Literatur und zu politisch-konservativen Bereichen. Grundlegend waren ihre Schriften zu Shakespeare und zu den Shakespeare-Aufführungen am Bremer Theater sowie zu Dorothea Tiecks (1799–1844) Übersetzungen von Werken Shakespeares. Sie schrieb und referierte über Themen wie die Prostitution, Frauen in der Romantik und zu Frauenbiografien (u. a. über Jane Addams, Betty Gleim, Bernhardine Schulze-Smidt, Dorothea Tieck und Anna Vietor). Sie war für die Volkshochschule, für Bibliotheken und für das Staatsarchiv Bremen aktiv.

## Ehrungen
- Zu ihrem 100. Geburtstag besuchte sie 1978 ihre ehemalige Schülerin Hilda Heinemann geb. Ordemann, Frau des ehemaligen Bundespräsidenten Gustav Heinemann.
- Ihr schriftlicher Nachlass befindet sich im Staatsarchiv Bremen, der familiäre im Heimatmuseum Schloss Schönebeck.

## Werke
- Bernhardine Schulze-Smidt. In: Bremisches Jahrbuch, Band 28, Bremen 1922. In: Bremische Biographien 1912–1962, Bremen 1969.
- Betty Gleim. In: Bremisches Jahrbuch, Band 40, Bremen 1941.
- Die Frau in der Reformation. Quellenhefte zum Frauenleben in der Deutschen Geschichte, Heft 11, 1927.
- Deutsche Frauenbildung vom 16. Jahrhundert bis Mitte des 19. Jahrhunderts. Quellenhefte zum Frauenleben in der Deutschen Geschichte, Heft 21, 1927.
- Dorothea Tieck und ihr Schaffen für Shakespeare. In: Deutsche Shakespeare-Gesellschaft (Hrsg.): Shakespeare Jahrbuch. 72. 1936, S. 79–92.
- Anna Vietor. In: Bremische Biographien 1912–1962, Bremen 1969.
- Mein Lebenslauf in Stichworten. In: Bericht des Vereins christlicher Lehrerinnen, 1978/79.